# ТЕС Дампір C
20°38′53″ пд. ш. 116°43′19″ сх. д. / 20.64806° пд. ш. 116.72194° сх. д.
ТЕС Дампір C – колишня теплова електростанція на північному заході Австралії.
У 1966-му в Дампірі почав роботу термінал для відвантаження залізної руди компанії  Hamersley Iron (наразі стала частиною Rio Tinto). Його потужності зростали, тому на заміну існуючої ТЕС Дампір В (почала діяльність наприкінці 1930-х) розпочали спорудження нової ТЕС Дампір С. Для покриття дефіциту до моменту її запуску в Дампір у травні 1969-го привели на буксирі плавучу електростанцію «George H. Evans» потужністю 10 МВт (вантажопасажирське судно, що в 1967-му було переобладнане для генерування електроенергії з метою підтримки енергосистеми Тасманії в умовах сильної посухи). Плавуча ТЕС діяла до листопада 1970-го.
Наприкінці 1970-го ввели в дію дві парові турбіни ТЕС Даміпр С, а запуск ще двох планувався на 1972 рік (можливо відзначити, що саме в 1972-му потужності залізорудного терміналу зросли удвічі). Кожна з турбін мала потужність у 30 МВт.
Станція Даміпр С існувала понад чотири десятки років. В 2010-му в районі Дампіру стала до ладу сучасна ТЕС Yurralyi Maya, що в підсумку дозволило вивести Дампір С з експлуатації. В 2012 та 2014 роках на її майданчику вже провадили роботи з демонтажу, які втім зустрілись з певними ускладненнями. Нарешті, в 2018 рік споруди станції були майже повністю демонтовані.  
Відомо, що щонайменше на останньому етапі свого існування ТЕС використовувала природний газ (став доступним у регіоні не пізніше 1984-го, коли поряд з портом Дампір почав роботу газопереробний завод Каррата). 
Для охолодження використовували морську воду.
Видалення продуктів згоряння здійснювали за допомогою двох димарів.